# Arno Allan Penzias
Arno Allan Penzias (Munique, 26 de abril de 1933 – São Francisco, 22 de janeiro de 2024) foi um físico estadunidense.
Foi laureado com o Nobel de Física de 1978, pela descoberta da radiação cósmica de fundo em micro-ondas juntamente com Robert Woodrow Wilson. Essa descoberta forneceu uma das principais evidências sobre as quais se apoia o modelo cosmológico padrão, também conhecido como "Modelo do Big Bang".

## Carreira

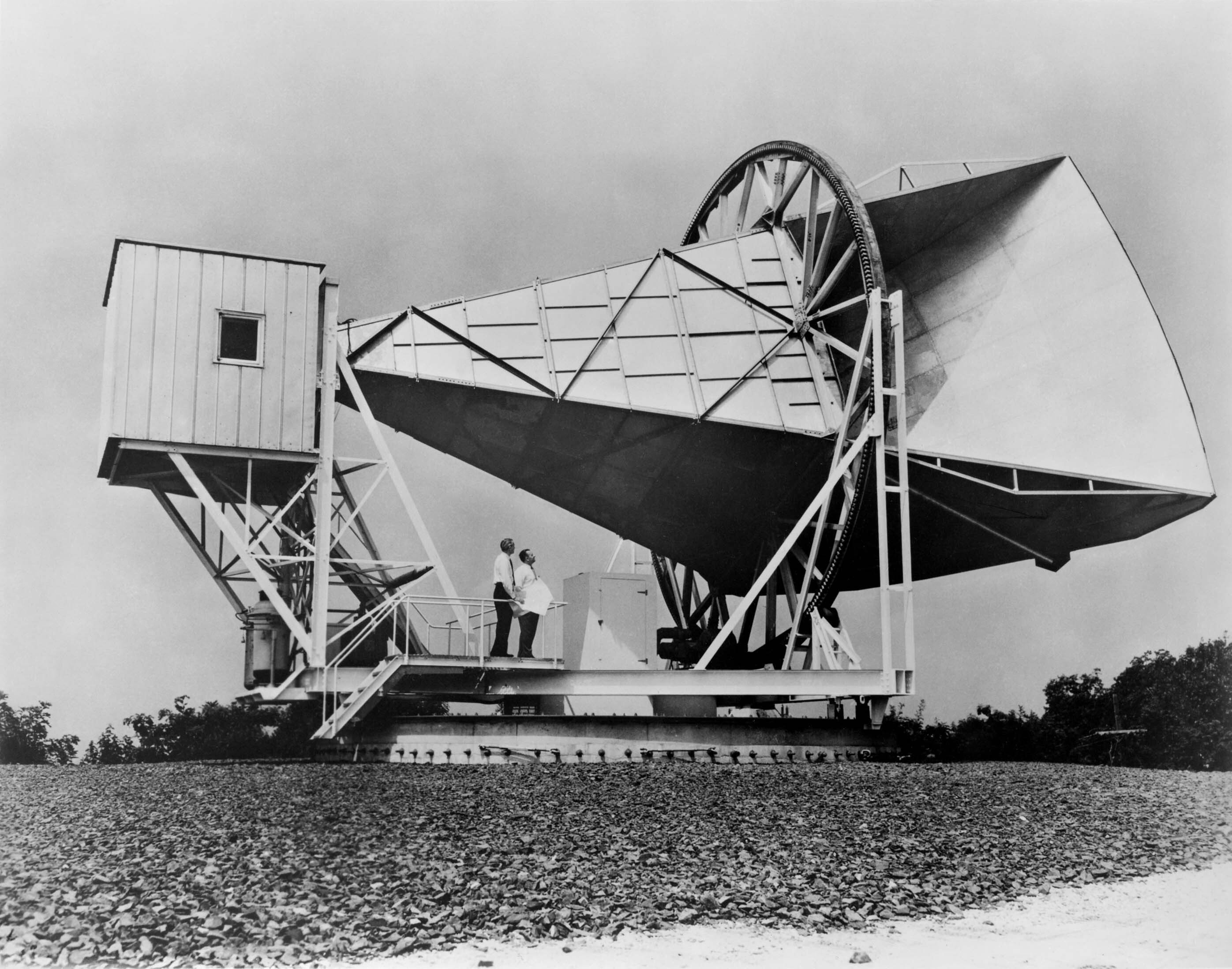
Penzias e Wilson estão na Antena Holmdel Horn de 15 metros que trouxe sua descoberta mais notável

Penzias passou a trabalhar no Bell Labs em Holmdel, Nova Jérsia, onde, com Robert Woodrow Wilson, trabalhou em receptores de micro-ondas criogênicos ultrassensíveis, destinados a observações de radioastronomia. Em 1964, ao construir seu sistema de antena / receptor mais sensível, a dupla encontrou ruído de rádio que eles não sabiam explicar. Era muito menos energético do que a radiação emitida pela Via Láctea e era isotrópico, então eles presumiram que seu instrumento estava sujeito à interferência de fontes terrestres. Eles tentaram, e então rejeitaram, a hipótese de que o ruído do rádio emanava da cidade de Nova York. Um exame do microondas da antena em forma de chifre mostrou que estava cheia de excrementos de morcegos e pombos (que Penzias descreveu como "material dielétrico branco"). Depois que a dupla removeu o acúmulo de esterco, o ruído permaneceu. Tendo rejeitado todas as fontes de interferência, Penzias contatou Robert Dicke, que sugeriu que poderia ser a radiação de fundo prevista por algumas teorias cosmológicas. A dupla concordou com Dicke em publicar cartas lado a lado no Astrophysical Journal, com Penzias e Wilson descrevendo suas observações e Dicke sugerindo a interpretação como radiação cósmica de fundo em micro-ondas (CMB), o remanescente de rádio do Big Bang. Isso permitiu aos astrônomos confirmar o Big Bang e corrigir muitas de suas suposições anteriores sobre ele.
Foi eleito membro da Academia de Artes e Ciências dos Estados Unidos e da Academia Nacional de Ciências em 1975. Penzias e Wilson receberam o Prêmio Nobel de 1978, compartilhando-o com Pyotr Leonidovich Kapitsa (trabalho de Kapitsa sobre Baixa temperatura a física não estava relacionada com a de Penzias e Wilson). Em 1977, os dois receberam a Medalha Henry Draper da National Academy of Sciences. Em 1979, Penzias recebeu o Golden Plate Award da American Academy of Achievement. Ele também recebeu o Prêmio de Excelência do Centro Internacional de Nova York. Em 1998, ele foi premiado com a Medalha IRI do Instituto de Pesquisa Industrial.
Em 26 de abril de 2019, o Nürnberger Astronomische Gesellschaft eV (NAG) inaugurou o radiotelescópio de 3 m no Regiomontanus-Sternwarte, o observatório público de Nuremberg, e dedicou este instrumento a Arno Penzias. Reconhecendo os notáveis méritos científicos e a história pessoal de Arno Penzias, bem como a importância da acessibilidade à ciência para todos os cidadãos, o Ministro-Presidente da Baviera, Dr. Markus Söder, participou nesta celebração.
Penzias morou em Highland Park, em Nova Jérsia. Ele teve um filho, David, e duas filhas, Mindy Penzias Dirks, PhD, e o Rabino Shifra (Laurie) Weiss-Penzias. Ele atuava como um parceiro de risco na New Enterprise Associates.
Arno morreu no dia 22 de janeiro de 2024, aos 90 anos.

## Trabalhos
- Wilson, R. W.; Penzias, A. A. (1967). «Isotropy of Cosmic Background Radiation at 4080 Megahertz». Science. 156 (3778): 1100–1101. Bibcode:1967Sci...156.1100W. PMID 17774056. doi:10.1126/science.156.3778.1100
- Penzias, A. A.; Wilson, R. W. (1970). «Microwave Noise from Rainstorms». Science. 169 (3945): 583–584. Bibcode:1970Sci...169..583P. PMID 17746031. doi:10.1126/science.169.3945.583
- Penzias, Arno A. (1979). «The Origin of the Elements». Science. 205 (4406): 549–554. Bibcode:1979Sci...205..549P. PMID 17729659. doi:10.1126/science.205.4406.549
- Penzias, Arno A. (1980). «Nuclear Processing and Isotopes in the Galaxy». Science. 208 (4445): 663–669. Bibcode:1980Sci...208..663P. PMID 17771085. doi:10.1126/science.208.4445.663
- Cite Video | BBC/WGBH BOSTON | NOVA #519 | A Whisper From Space | Copyright 1978 | Available With Permission | Consolidated Aircraft - Ronkonkoma, New York